# 1938 v letectví
Tento článek obsahuje seznam událostí souvisejících s letectvím, které proběhly roku 1938.

## Události

### Duben
- 20. dubna – Britský letecký komodor Arthur Travers Harris odjíždí na nákupní cestu po Spojených státech, kde má nakoupit vhodné typy letadel pro posílení Royal Air Force. Vybere typy Lockheed Hudson a North American Harvard.

### Květen
- 12. května – US Navy uvedlo do služby svou šestou letadlovou loď, USS Enterprise.
- 17. května – Kongres Spojených států amerických schvaluje zákon o zvětšení námořnictva, který ve svém důsledku povede ke konstrukci nové třídy letadlových lodí Essex.

### Červen
- Prototyp Heinkelu He 118 otestoval poprvé v letu proudový motor.

### Září
- 10. září – Německo zakazuje všechny přelety cizích letadel ve svém vzdušném prostoru s výjimkou zvláštních vzdušných koridorů
- 11. září – v posledním předválečném ročníku závodu o Pohár Gordona Bennetta zvítězili Poláci Antoni Janusz a Franciszek Janik

## První lety
- Arado Ar 79
- Fieseler Fi 167
- PWS-33 Wyżeł

### Leden
- Aiči D3A „Val“
- 5. ledna – Miles Mentor L4932
- 22. ledna – Heinkel He 100
- 24. ledna – Armstrong Whitworth Ensign

### Únor
- 7. února – Rogožarski SIM-XII-H
- 25. února – Blohm & Voss BV 141, německý nesymetrický průzkumný letoun

### Březen
- 1. března – Vought OS2U Kingfisher
- 12. března – PZL.44 Wicher

### Duben
- * 20. dubna – Aero A-300

### Květen
- Aero A-300
- Berijev MDR-5
- Rogožarski IK-3
- 11. května – Polikarpov VIT-2
- 21. května – Dornier Do 26
- 23. května – Fiat CR.42
- 26. května – Praga E-51

### Červen
- 7. června – Douglas DC-4E
- 14. června – Hawker Hotspur

### Červenec
- Focke-Wulf Fw 189

### Srpen
- Dornier Do 217
- PZL.46 Sum

### Září
- Letov Š-50
- 28. září – Avia B-35
- 29. září – Supermarine Sea Otter

### Říjen
- 2. října – Dewoitine D.520
- 11. října – Westland Whirlwind, prototyp L6844
- 14. října – Curtiss XP-40
- 15. října – Bristol Beaufort, prototyp L4441
- 26. října – Douglas 7 B, prototyp Douglasu A-20/DB-7 Boston/Havoc

### Prosinec
- 4. prosince – Miles M.18
- 10. prosince – Lockheed Hudson
- 12. prosince – Fairey Albacore, prototyp L7074
- 15. prosince – Polikarpov I-180
- 22. prosince – De Havilland Flamingo
- 23. prosince – Blackburn Roc, prototyp L3057
- 28. prosince – Blackburn Botha
- 31. prosince – Boeing 307